# 阿雷·梅里坎托
阿雷·梅里坎托（芬蘭語：Aarre Merikanto，1893年6月29日—1958年9月28日），又译为阿尔·梅利康托，芬兰作曲家。奥斯卡·梅里坎托之子。曾先后在莱比锡和莫斯科学习，后在西贝柳斯音乐学院任教。他的音乐风格较为保守，有一定印象主义特征，擅长配器。